# La figlia di Iorio (film 1911)
La figlia di Iorio è un film del 1911 diretto da Arrigo Frusta, tratto dalla omonima tragedia di Gabriele D'Annunzio del 1904, ridotta per lo schermo dallo stesso regista. La pellicola non risulta reperibile tra quelle prodotte dalla Ambrosio Film ed è pertanto da considerarsi un film perduto.

## Trama
Mila, figlia di Jorio, ha fama di strega ed è allontanata dal paese in cui vive. Lazzaro, però, è attratto dalla giovane e la difende e per questo arriva ad uno scontro con un compaesano, ferendolo. Mila viene incolpata anche di ciò e tutti la cercano per fare giustizia sommaria. Lei riesce a scampare trovano riparo in un casolare nel quale abitano Aligi, figlio di Lazzaro, ed Alicia, che si sono appena sposati.
Aligi dà protezione alla donna, ma finisce per restarne anche lui soggiogato. Abbandona la moglie per andare a vivere assieme a lei in un antro su una collina. Lazzaro va anche lui alla ricerca di Mila, di cui è ancora innamorato, la trova e l'abbraccia, anche se lei si rifiuta. In quel momento arriva Aligi che, senza accorgersi che l'uomo è suo padre, lo aggredisce e lo uccide. Quando in paese si viene a sapere del delitto, tutti vogliono condannare Aligi al rogo. Ma mentre il fuoco sta già ardendo, Mila si addossa la colpa di tutto e si getta nelle fiamme.

## Realizzazione del film
Nel maggio 1911 il produttore cinematografico torinese Arturo Ambrosio fu invitato a Parigi, dove veniva rappresentata al teatro "Chatelet"  Le Martyre de Saint Sébastien di Gabriele D'Annunzio. Era stata la danzatrice Ida Rubinstein, interprete del dramma, a rendere possibile un incontro che Ambrosio aveva già in precedenza, ma invano, richiesto all'autore, dal 1910 trasferitosi in Francia anche per sfuggire ai creditori. Ambrosio era tra i precursori dell'impiego dei letterati nella nascente industria cinematografica, che avvenne non senza resistenza e sensi di colpa da parte di costoro. Dall'incontro parigino scaturì un contratto con cui D'Annunzio autorizzava in esclusiva la "Ambrosio film" a trasferire sullo schermo sei tra le sue opere sino ad allora scritte, contro un pagamento di 4.000 lire dell'epoca per ognuna di esse. Egli avrebbe anche dovuto predisporne le sceneggiature, ma in realtà fu poi Arrigo Frusta, abituale collaboratore della "Ambrosio" e scriverle.
La figlia di Jorio fu appunto una delle opere (tra le altre L'innocente e La nave) a far parte di questo "pacchetto" che la "Ambrosio", per l'importanza degli autori o dei soggetti, denominò "Serie oro". Il film, presentato al pubblico con la definizione di "tragedia pastorale", fu il primo ad essere realizzato tra i 6 soggetti prescelti. Non ne viene indicato un vero e proprio regista, ma solo il nome dello stesso Frusta come "riduttore". Come era normale per le pellicole italiane di quegli anni, considerati una "età aurea" del cinema italiano dato il vasto successo che le sue pellicole avevano all'estero, La figlia di Jorio, venne esportata in molti paesi, tra cui la Francia e gli USA.
La "Ambrosio film" in collaborazione con la ""Caesar" produsse nel 1916 una seconda versione dell'opera. Questa decisione fu però contestata da D'Annunzio che riteneva il contratto del 1911 valido per una sola riduzione. La causa legale che ne seguì fu comunque poi risolta extra giudizialmente, dato che la "Caesar" poté poi nel 1917 produrne una versione per la regia di Edoardo Bencivenga. Un ulteriore tentativo di riduzione cinematografica con la regia del figlio Gabriellino fu fatto nel 1933, ormai in epoca del sonoro, ma questo progetto non andò in porto.

## Accoglienza
I commenti italiani rispetto al primo film "d'annunziano" arrivato sugli schermi furono alterni tra entusiasmo e delusione. Se, infatti su Cinema l'opera fu definita «una magica evocazione, che consola gli occhi e lo spirito e che lascia nello spettatore un ricordo indelebile ed il desiderio di far punto e da capo e di chiedere a gran voce il bis», in un altro articolo si proclamò «quale delusione! Quando si ha la fortuna di riprodurre un capolavoro del nostro massimo poeta non si ha cura di inquadrarlo prima di tutto come si dovrebbe? Troppe cose mancano in questo lavoro che pare fatto in fretta e furia, tanto per togliersi una seccatura».
Più positivi furono invece i giudizi stranieri, in Francia («un ottimo film» lo definì il Courier Cinématographique di Parigi) e negli Stati Uniti dove la pellicola fu ritenuta «una produzione molto artistica ed importante, recitata e realizzata in modo lodevolissimo».